# تونل سن آدریان
تونل سن آدریان یا لیزاراته به عنوان برجسته‌ترین نقطه در مسیر تاریخی باسکی  راه سنت جیمز شناخته می‌شود. این تونل شامل یک غار طبیعی است که توسط فرسایش آب در سنگ ایجاد شده (که به آن لیزاراته می‌گویند، احتمالاً از «لیزه آراته» به معنای 'دروازه سنگی غار' مشتق شده است) و در دو سمت شمالی و جنوبی دهانه دارد؛ درون آن نیز یک صومعه کوچک وجود دارد. این تونل یک مسیر طبیعی را فراهم می‌کند که استان‌های گیپوسکوا و آلابا/آرابا را از هم جدا می‌کند (مرز دقیق در آلتو دی لا هورکا قرار دارد).